# Lista de singles número um na Billboard Hot 100 em 2015

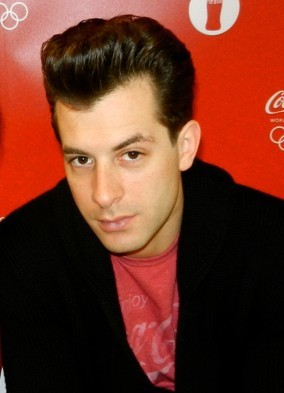
Além de ser a canção mais vendida de 2015, "Uptown Funk", de Mark Ronson (foto) e Bruno Mars, permaneceu por catorze semanas consecutivas na primeira posição e foi o tema com maior permanência no topo da tabela em 2015.

A lista dos singles que alcançaram a primeira posição da Billboard Hot 100 em 2015 foi publicada pela revista norte-americana Billboard, sendo que os dados são recolhidos pela Nielsen SoundScan e baseados em cada venda semanal física e digital, além da popularidade da canção nas rádios, do fluxo de média na Internet e do número de transmissões do respetivo vídeo musical pelo portal YouTube. Em 10 de julho, a revista alterou o dia habitual de publicação da atualização de todas as suas tabelas musicais de quinta para terça-feira, devido à criação pela Federação Internacional da Indústria Fonográfica (IFPI) de uma data de lançamento a nível global para registos fonográficos na indústria musical. Para cobrir os primeiros sete dias de edição de um trabalho, o período de compilação de dados foi ajustado pela Nielsen de sexta até quinta-feira, em oposição ao ciclo de segunda-feira a domingo que era utilizado desde 1991.
Durante o decorrer do ano, nove temas atingiram o topo da tabela nas 52 edições da revista. "Blank Space", pertencente a Taylor Swift, foi o primeiro número um e prolongou a sua liderança de cinco semanas nas edições anteriores, totalizando sete períodos consecutivos no topo da lista. "Hello", de Adele, foi o trabalho que fechou o ciclo. Ao todo, seis artistas conquistaram seu primeiro single número um nos Estados Unidos no decorrer dos doze meses, nomeadamente Mark Ronson, Charlie Puth, Kendrick Lamar, OMI, The Weeknd e Justin Bieber. A canção que mais edições permaneceu na liderança da tabela musical foi "Uptown Funk", de Ronson e Bruno Mars, registando catorze semanas consecutivas no topo e acabou listada como a mais vendida do ano. Além disso, a obra obteve o maior número de semanas na primeira posição na década de 2010. Na primeira vez que atingiu o topo da tabela musical, Ronson conseguiu tornar-se no primeiro ato a conseguir tal feito sem possuir os seus vocais na canção. "See You Again", de Wiz Khalifa e Charlie Puth, foi outra das obras com maior número de semanas no topo, perfazendo doze semanas não consecutivas na primeira posição.
Outros destaques de 2015 nas publicações da Billboard Hot 100 incluem "Hello", da cantora britânica Adele, que foi a primeira faixa a chegar ao topo e estrear-se com mais de um milhão de descargas digitais em oito dias, e quarta obra da carreira da artista a conseguir o primeiro lugar. The Weeknd passou a ser o décimo primeiro músico a suceder-se a si mesmo na liderança da lista com "The Hills" a substituir "Can't Feel My Face". Além disso, o cantor é o primeiro ato masculino a conseguir tal feito desde Eminem em 2010 (com "Not Afraid" e "Love the Way You Lie").

## Histórico

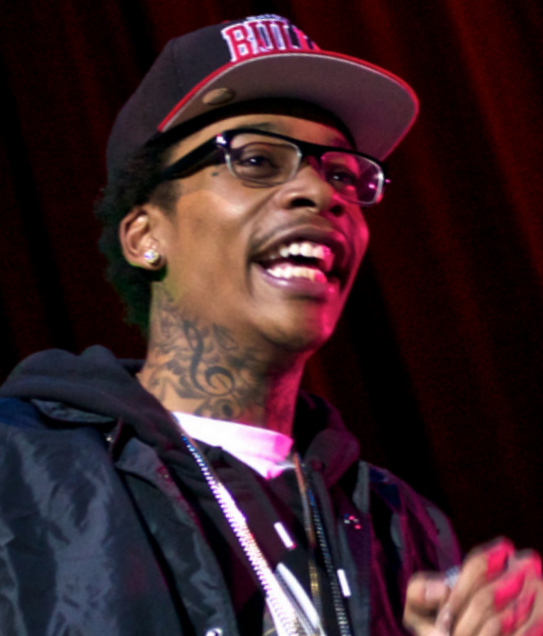
"See You Again", de Wiz Khalifa (foto) e Charlie Puth, esteve no primeiro lugar durante doze semanas não consecutivas.

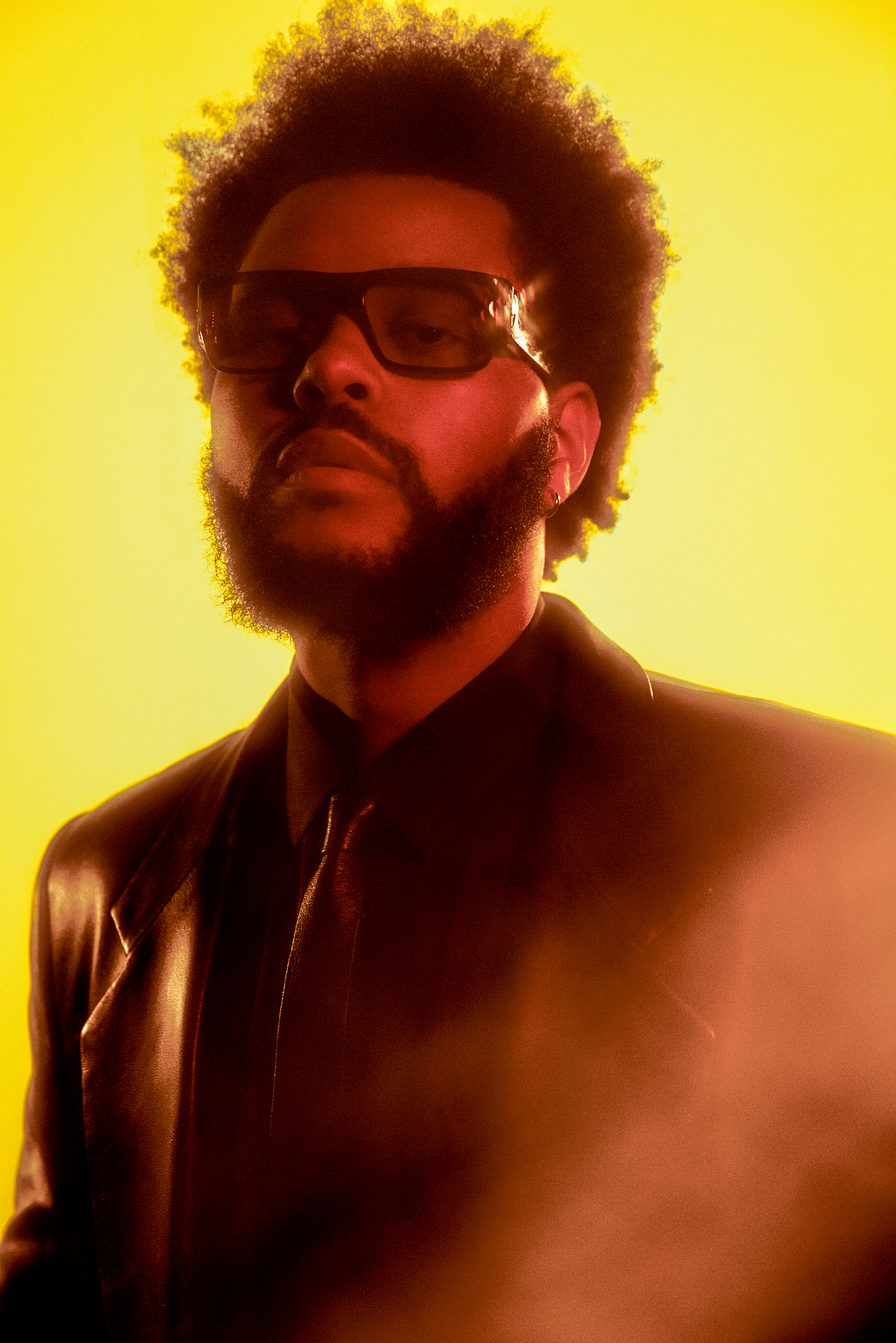
O canadense The Weeknd converteu-se no primeiro artista a conseguir substituir a si mesmo na liderança da tabela desde 2010, além de ser o intérprete solo que mais semanas permaneceu no topo da lista em 2015.

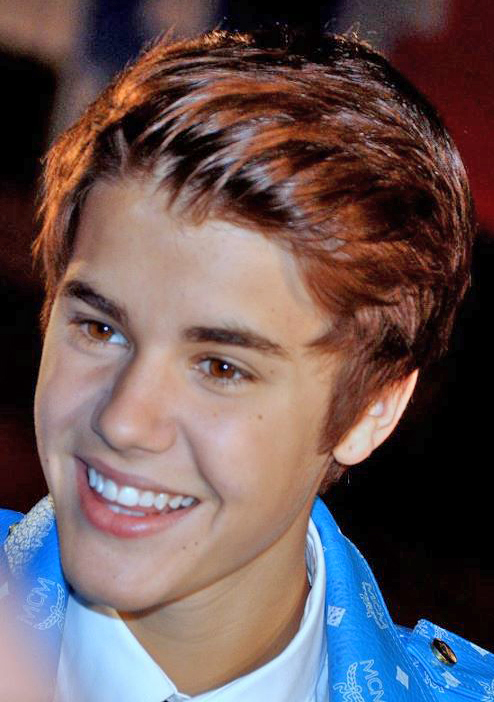
"What Do You Mean?", do canadense Justin Bieber, tornou-se a vigésima terceira música na história da tabela a debutar diretamente em primeiro lugar.

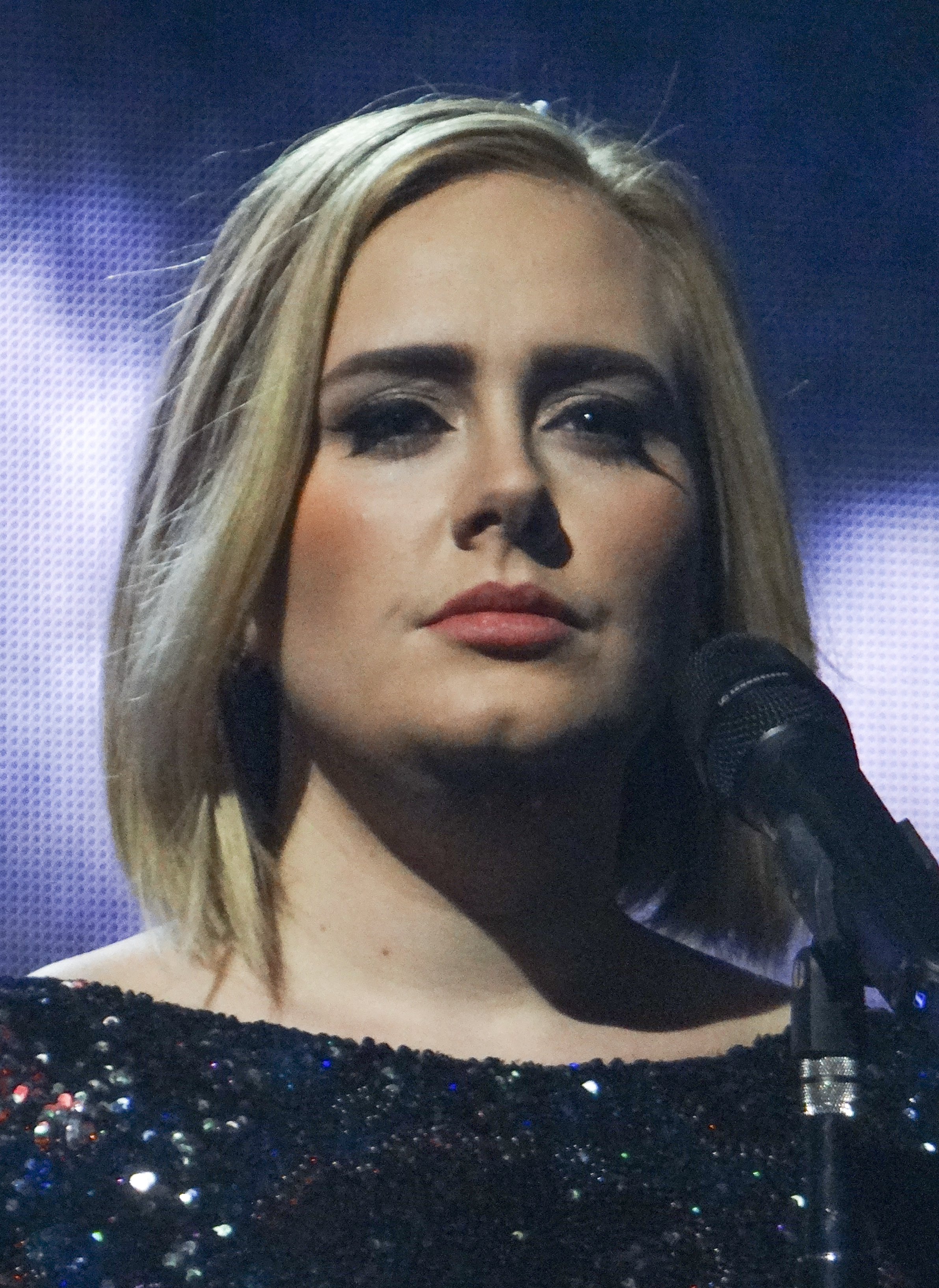
A britânica Adele conseguiu chegar ao topo da parada com o seu single, "Hello", o primeiro na história do gráfico a estrear com mais de um milhão de vendas digitais em apenas uma semana.

| † | Indica o single recordista de vendas em 2015. |

| Data            | Canção               | Artista(s)                      | Referência(s) |
| --------------- | -------------------- | ------------------------------- | ------------- |
| 3 de janeiro    | "Blank Space"        | Taylor Swift                    | [ 7 ]         |
| 10 de janeiro   | "Blank Space"        | Taylor Swift                    | [ 8 ]         |
| 17 de janeiro   | "Uptown Funk" †      | Mark Ronson com Bruno Mars      | [ 9 ]         |
| 24 de janeiro   | "Uptown Funk" †      | Mark Ronson com Bruno Mars      | [ 10 ]        |
| 31 de janeiro   | "Uptown Funk" †      | Mark Ronson com Bruno Mars      | [ 11 ]        |
| 7 de fevereiro  | "Uptown Funk" †      | Mark Ronson com Bruno Mars      | [ 12 ]        |
| 14 de fevereiro | "Uptown Funk" †      | Mark Ronson com Bruno Mars      | [ 13 ]        |
| 21 de fevereiro | "Uptown Funk" †      | Mark Ronson com Bruno Mars      | [ 14 ]        |
| 28 de fevereiro | "Uptown Funk" †      | Mark Ronson com Bruno Mars      | [ 15 ]        |
| 7 de março      | "Uptown Funk" †      | Mark Ronson com Bruno Mars      | [ 16 ]        |
| 14 de março     | "Uptown Funk" †      | Mark Ronson com Bruno Mars      | [ 17 ]        |
| 21 de março     | "Uptown Funk" †      | Mark Ronson com Bruno Mars      | [ 18 ]        |
| 28 de março     | "Uptown Funk" †      | Mark Ronson com Bruno Mars      | [ 19 ]        |
| 4 de abril      | "Uptown Funk" †      | Mark Ronson com Bruno Mars      | [ 20 ]        |
| 11 de abril     | "Uptown Funk" †      | Mark Ronson com Bruno Mars      | [ 21 ]        |
| 18 de abril     | "Uptown Funk" †      | Mark Ronson com Bruno Mars      | [ 22 ]        |
| 25 de abril     | "See You Again"      | Wiz Khalifa com Charlie Puth    | [ 23 ]        |
| 2 de maio       | "See You Again"      | Wiz Khalifa com Charlie Puth    | [ 24 ]        |
| 9 de maio       | "See You Again"      | Wiz Khalifa com Charlie Puth    | [ 25 ]        |
| 16 de maio      | "See You Again"      | Wiz Khalifa com Charlie Puth    | [ 26 ]        |
| 23 de maio      | "See You Again"      | Wiz Khalifa com Charlie Puth    | [ 27 ]        |
| 30 de maio      | "See You Again"      | Wiz Khalifa com Charlie Puth    | [ 28 ]        |
| 6 de junho      | "Bad Blood"          | Taylor Swift com Kendrick Lamar | [ 29 ]        |
| 13 de junho     | "See You Again"      | Wiz Khalifa com Charlie Puth    | [ 30 ]        |
| 20 de junho     | "See You Again"      | Wiz Khalifa com Charlie Puth    | [ 31 ]        |
| 27 de junho     | "See You Again"      | Wiz Khalifa com Charlie Puth    | [ 32 ]        |
| 4 de julho      | "See You Again"      | Wiz Khalifa com Charlie Puth    | [ 33 ]        |
| 11 de julho     | "See You Again"      | Wiz Khalifa com Charlie Puth    | [ 34 ]        |
| 18 de julho     | "See You Again"      | Wiz Khalifa com Charlie Puth    | [ 35 ]        |
| 25 de julho     | "Cheerleader"        | OMI                             | [ 36 ]        |
| 1 de agosto     | "Cheerleader"        | OMI                             | [ 37 ]        |
| 8 de agosto     | "Cheerleader"        | OMI                             | [ 38 ]        |
| 15 de agosto    | "Cheerleader"        | OMI                             | [ 39 ]        |
| 22 de agosto    | "Can't Feel My Face" | The Weeknd                      | [ 40 ]        |
| 29 de agosto    | "Cheerleader"        | OMI                             | [ 41 ]        |
| 5 de setembro   | "Cheerleader"        | OMI                             | [ 42 ]        |
| 12 de setembro  | "Can't Feel My Face" | The Weeknd                      | [ 43 ]        |
| 19 de setembro  | "What Do You Mean?"  | Justin Bieber                   | [ 44 ]        |
| 26 de setembro  | "Can't Feel My Face" | The Weeknd                      | [ 45 ]        |
| 3 de outubro    | "The Hills"          | The Weeknd                      | [ 6 ]         |
| 10 de outubro   | "The Hills"          | The Weeknd                      | [ 46 ]        |
| 17 de outubro   | "The Hills"          | The Weeknd                      | [ 47 ]        |
| 24 de outubro   | "The Hills"          | The Weeknd                      | [ 48 ]        |
| 31 de outubro   | "The Hills"          | The Weeknd                      | [ 49 ]        |
| 7 de novembro   | "The Hills"          | The Weeknd                      | [ 50 ]        |
| 14 de novembro  | "Hello"              | Adele                           | [ 5 ]         |
| 21 de novembro  | "Hello"              | Adele                           | [ 51 ]        |
| 28 de novembro  | "Hello"              | Adele                           | [ 52 ]        |
| 5 de dezembro   | "Hello"              | Adele                           | [ 53 ]        |
| 12 de dezembro  | "Hello"              | Adele                           | [ 54 ]        |
| 19 de dezembro  | "Hello"              | Adele                           | [ 55 ]        |
| 26 de dezembro  | "Hello"              | Adele                           | [ 56 ]        |